# 泉村 (熊本県)
泉村（いずみむら）は、かつて熊本県八代郡にあった村。
村名の由来は、当村内に氷川と五木川（川辺川）のそれぞれの水源があることによる。
2005年8月1日に、八代市、坂本村、千丁町、鏡町、東陽村と合併し、新・八代市となったため廃止し、旧・泉村全域は八代市泉町となった。
平家の落人伝説で知られる。

## 歴史
- 1889年4月1日 - 町村制施行に伴い、八代郡下岳村・柿迫村・栗木村・久連子村・椎原村・仁田尾村・葉木村・樅木村が誕生。
- 1954年10月1日 - 下岳村・柿迫村・栗木村・久連子村・椎原村・仁田尾村・葉木村・樅木村が対等合併。泉村となる。
- 2005年8月1日 - 坂本村・千丁町・鏡町・東陽村とともに八代市と対等合併。八代市となる。

## 行政
- 村長：清水弘

## 地域

### 教育

#### 高等学校
- 熊本県立八代農業高等学校泉分校

#### 中学校
- 泉村立泉中学校（2014年に統合校の泉小学校と一体運営の泉小中学校となる）

#### 小学校
- 泉村立泉第一小学校（2014年に統合し泉小学校となり、泉中学校と一体運営の泉小中学校となる）
- 泉村立泉第二小学校（同上）
- 泉村立泉第三小学校（同上）
- 泉村立泉第四小学校（1989年休校、1997年に泉第三小学校へ統合し廃校）
- 泉村立泉第五小学校（1995年休校、2009年に泉第八小学校へ統合し廃校）
- 泉村立泉第六小学校（2000年休校、2011年に泉第八小学校へ統合し廃校）
- 泉村立泉第七小学校（2011年に泉第八小学校へ統合し廃校）
- 泉村立泉第八小学校

## 交通

### 空港
最寄り空港は熊本空港。

### 鉄道
村内を鉄道路線は通っていない。最寄の鉄道駅はJR鹿児島本線の有佐駅または小川駅。

### 道路

#### 高速道路
なし。最寄りICは八代インターチェンジまたは松橋インターチェンジ。

#### 国道
- 国道443号
- 国道445号

#### 県道
主要地方道
- 熊本県道52号小川泉線

県道
- 熊本県道159号樅木河合場線
- 熊本県道247号久連子落合線　など

## 観光
- 五木・五家荘 - 平家の落人伝説
- 栴檀轟の滝
- ふれあいセンターいずみ
- 釈迦院 - 金海山大恩教寺。天台宗。799年（延暦18年）、弉善大師の開基。
- 柿迫神社 - 八代市泉町柿迫4830
- 樅木神社 - 八代市泉町樅木1
- 久連子神社 - 八代市泉町柿迫4830